# 스미타 사토시
스미타 사토시(일본어: 澄田 智, 1916년 9월 4일~2008년 9월 7일)는 일본의 관료다.

## 생애
1916년 9월에 군마현 아가쓰마군 다카야마촌에서 육군 군인 스미타 라이시로의 장남으로 태어났다. 가고마치 소학교, 도쿄고등사범학교 부속 중학교, 제일고등학교를 거쳐 1940년 도쿄 제국대학(현 도쿄 대학) 법학부를 졸업했다. 대학에 재학중일 때 고등문관시험 행정과를 수석으로 합격했다.
졸업한 직후 대장성 예금부 자금국 총무과에서 공직 생활을 시작했다. 하지만 태평양 전쟁이 발발하면서 해군경리학교에서 교육을 받고 해군 주계장교로 임관해야 했다. 그리고 술라웨시섬에서 복무할 때 종전을 맞이했다.
전후 복원하여 대장성에 돌아갔으며 1946년 6월 이재국 경제과장 보좌, 1949년 이재국 외채과장을 거쳐 1952년부터 벨기에 주재 대사관과 프랑스 주재 대사관 근무했다. 1956년 일본에 돌아와서 이재국 자금과장이 되었으며 1957년 6월에 이재국 총무과장이, 1960년 7월에 후쿠오카국세국장이 되었다. 이후 1961년 6월 대신관방 재무조사관, 1963년 4월 주계국 차장, 1965년 4월 경제기획청 관방장을 역임했다.
1966년 7월 은행국장이 되었으며 1967년 7월부턴 일본은행 정책위원회 대장성 대표위원을 겸했다. 1969년 8월 대장사무차관이 되어 1971년 6월까지 재임했으며 1972년부터 6년간 일본수출입은행 총재를 맡았다. 1979년에 일본은행 부총재로 임명되었고 1984년 12월부터 5년간 총재를 역임했다.
퇴임 후에는 금융제도조사회장, 일본유니세프협회장 등을 역임했으며 2008년 9월에 사망했다.
| 전임 마에카와 하루오 | 제25대 일본은행 총재 1984년 12월 17일~1989년 12월 16일 | 후임 미에노 야스시 |